# Дико Илиев
Дико Илиев Диков е български народен и военен композитор, музикант и диригент.
Създава няколко духови оркестъра във Врачанско и Монтанско. В основата на творбите му лежи народното творчество. Той е създателят на жанра хорà за духови оркестри, който придобива широка популярност. Неговите прави хора за духов оркестър са придобили изключителна известност и се възприемат като съвременни фолклорни образци на северняшките прави хора.

## Биография
Дико Илиев е роден през 1898 година в Карлуково, Луковитско, в селско семейство. След като завършва четвърто отделение в родното си село, през 1911 година постъпва като музикантски ученик в духовия оркестър на 16-и пехотен ловчански полк в Орхание. Заедно с полка участва в Балканските войни и в Първата световна война. През 1917 година пише на Добруджанския фронт първото си авторско хоро – „Искърско хоро“.
Оркестрант е във Военното училище в София (1919 – 1920). След Първата световна война преустановява тази дейност, като свири само допълнително по селски сватби във Врачанско (1920 – 1931). Почти цялата му по-нататъшна служба е свързана с оркестъра на Тридесет и шести пехотен козлодуйски полк (1931 – 1958). Този период, в който си сътрудничи активно с диригента на оркестъра Александър Вейнер (1931 – 1941), е особено плодотворен, създава някои от най-популярните си хора и маршове. От 1948 г., след успешно положен изпит, до излизането си в пенсия е диригент на оркестъра. Диригент е на духовия оркестър към читалището в Оряхово. Създава много духови оркестри във Врачанско и Монтанско.
В своята продължителна кариера Дико Илиев аранжира народна музика за духови оркестри и създава десетки свои авторски хора и китки, най-известни сред които са „Дунавско хоро“, „Александрийка“, „Добруджанско хоро“, „Майски цветя“, няколко еленини и дайчови хора. Автор е още на самоковски хора, ръченици, коконяци, както и на около 20 марша, музикални китки и др.
Удостоен с почетното звание „Герой на социалистическия труд“ (указ № 435 от 14 февруари 1983), заслужил деятел на културата (1979)

## Почит
Читалище в родното му село Карлуково е наречено „Дико Илиев“.
Ежегодно през август в Оряхово се провеждат Панаирните дни, които в програмата си включват изпълнения на духови оркестри и творби на Дико Илиев.
В град Монтана се провеждат наречени на прочутия композитор Празници на духовите оркестри „Дико Илиев“.
На Дико Илиев е наречена улица в квартал „Обеля 2“ в София (Карта).
Посмъртно е удостоен със званието „Почетен гражданин на Община Луковит“ през 2014 г.
Илиев ледник на остров Александър в Антарктика е наименуван на Дико Илиев.

## Известни произведения

### Хора
- „Искърско“ – право, 1917 г., първото му написано хоро
- „Дунавско“ – право, 1937 г., най-популярното му хоро
- „Добруджанско“ – право
- „Александрийка“ – право
- „Букьовско“ – право
- „Ганкино“ – ганкино
- „Наша гордост“ – право
- „Майски цветя“ – право
- „Скок – дайчово хоро“ – дайчово
- „Игривата циганка“ – дайчово
- „Край чешмата“ – еленино
- „Нашето Ленче“ – еленино
- „Тодорка“ – еленино
- „Пробуждане на пролетта“ – право
- „Майско утро“ – еленино
- „Селски празник“ – еленино
- „Селска душа“ (право; други имена: Селски въздишки, Върбанови хора)
- „Росна китка“ (право; други имена: Хризантема, Великденски хора)
- „Лудо младо“ – дайчово хоро
- „Игривата вдовица“ (право; друго име: варненско хоро)
- „Веселата вдовица“ – право
- „Веселото Санче“ – право 1948 г.
- „Веселият Иванчо“ – право
- „Веселите близнаци“ – дайчово
- „Самоковско хоро“ – кючек 9/8 (самоковски)
- „Айшето кеф си прави“ – кючек 9/8 (самоковски)
- „Олеле бате Иване“ – право
- „Ореховски юнак“ – право
- „Народна душа“ – пайдушко
- „Елено моме“ – еленино
- „Весела младост“ – право
- „Комсомолско хоро – Младежко хоро“ (право)
- „Михайловградско хоро“ – право
- „Спомени“ – дайчово
- „Грънчарско хоро“
- „Мегданско хоро“
- „Рипай Гано“ – ганкино
- „Дамско хоро“
- „Стар мераклия“
- „Плевенско хоро“
- „Календарско хоро“
- „Майско хоро“
- „Зиг-заг“ – право
- „Хоро – коконещи“
- „Луковитско хоро“
- „Не ме забравяй“ – еленино
- „На чичо детето“ – кючек хоро
- „Кръшен венец“

### Ръченици
- „Ръченица № 1“
- „Ръченица № 2“
- „Други ръченици“

### Маршове
- „Сливенци при Драва“ – 1947 г.
- „Клетва пред народа“[5]
- „Лехчевски бригадир“
- „Юбилеен марш“
- „Удар на съдбата“
- „Козлодуйци пред първи май“
- „Нашият командир“ (26 август 1934 г., посветен на майор Асен Дипчев)[5]
- „Изборна победа“
- „Пиринъ маршъ“
- „Излизане от лагера“ – спорно с Йордан Змейски
- „Дойчин“
- „Към Бяло море“[5]
- „Стройни редици“
- „Катюша“
- „Напред другари“
- „Октомври“
- „Осма Ботевградска дивизия“[5]
- „Септемврийски герой“
- „Механизатор“
- „20 години народна власт“ и др.

### Валсове
- „Над Букьовци“
- „В лозята на Рибине“
- „По водите на язовир Искър“

### Танга
- „Безденица“

### Рапсодия
- „Танцът на жетварките“ – 1950 г.

### Народни китки
- „Оряховска идилия“ – народна китка, 1932 г.
- „Букет от песни“ – право хоро
- „Народно хоро – китка“
- „Ехо от Съветския съюз – китка“
- „Песни на героите – китка“

Много други малки произведения, писани за различни поводи – тържества и др.